# Aberdeen Angus
L'Angus (o Aberdeen Angus) è un'antichissima razza bovina da carne, la più allevata nel mondo, che prende il nome dalla zona della Scozia di cui è originaria.
È un animale molto produttivo, senza corna e dal pelo raso nero o rosso. Non ha un'altezza al garrese notevole, ma ha un peso elevato: le femmine possono arrivare a 750 kg e i maschi a 1'100 kg. L'Aberdeen Angus si caratterizza anche per l'ottima adattabilità al pascolo, fertilità e longevità. Non ha problemi al parto. La razza si determina facendo riferimento a standard previsti da leggi o dalle associazioni di categoria coinvolte nei paesi dove il suo allevamento è diffuso (Regno Unito, Argentina, Australia, Irlanda, Stati Uniti, Canada, Nuova Zelanda, Portogallo e altri paesi). La carne, riconosciuta come di ottima qualità, si presenta delicata e morbida ed è ricca di grasso di marezzatura. Avendo carne grassa marezzata, l'importazione in Italia sta avendo successo negli ultimi anni.